# Антили (подрегија)
Антили су северноамеричка подрегија групе острва, окружених Атлантским океаном и Карипским морем, која укључује 13 независних острвских држава и 18 зависних области и осталих врста територија. Три главна архипелага ове регије су: Велики Антили, Мали Антили и Бахамски архипелаг. Овај појам се често меша с архипелагом Антили који је термин из природне географије, док је подрегија Антили из друштвено-природне географије.
Историјски, овим именом су се у 15. веку означавале све територије на америчком континенту које су истраживали Европљани на челу са Кристифор Колумбом. Колумбо је мислио да је стигао у Индију, те је зато назвао ове територије Индијска острва. Међутим, када је коначно било утврђено да се ради о новом континенту, име је промењено у Западноиндијска острва, како би се разликовала од Индије на истоку, која је у ствари била циљ Колумбовог пута. 
Реч „Америка” је први пут употребљена 1507. године у Европи, и врло брзо су је прихватили народи широм Старог света, изузев Шпанаца и Португалаца, који су амерички континент звали Западноиндијска острва још дуги низ година.
Иако ово није засебна држава, све области и територије енглескога говорнога подручја ове подрегије чине репрезентацију Антила у крикету која је стална чланица Међународнога крикет савета од 1926. године.